# Lubomira
Lubomira – żeński odpowiednik imienia Lubomir/Lubomirz, nienotowany w źródłach staropolskich. Znaczenie imienia: „miłująca pokój”.
Lubomira imieniny obchodzi: 21 marca oraz 23 sierpnia.